# ウィ・ナウ・クリエイト
『ウィ・ナウ・クリエイト』（We Now Create）は、ジャズ・ドラマーの富樫雅彦率いるカルテットが1969年に発表したフリー・ジャズスタイルによるアルバム。

## 解説
1969年、富樫雅彦が高柳昌行、高木元輝、吉沢元治とともに録音したアルバムで、日本人によるフリー・ジャズの最初期のレコード録音となった。内容は4部構成で、それぞれギター、コーンパイプ、ドラム、ベースが大きくフィーチャーされている。富樫によれば、このアルバムは音と音の間の沈黙を活用した、日本的な美意識による自由な表現を追求したものという。録音は5月23日に東京で行なわれ、1日で収録を終えている。全曲ステレオ録音であり、アルバム・ジャケットの絵画は富樫が描いている。

## 収録曲
日本語タイトルはアナログレコード初発売時の表記に拠る。
1. Variations on a Theme of “Feed-Back”（フィード・バック）
2. Invitation to “Corn-Pipe” Dance（コーン・パイプの踊り）
3. Artistry in percussions（アーティストリー・イン・パーカッション）
4. Fantasy for Strings（ストリングス・ファンタジー）

## 演奏者
- 富樫雅彦　ドラム、ティンパニ、ドラ、木製の太鼓、ラテン打楽器
- 高木元輝　テナー・サックス、コーン・パイプ
- 高柳昌行　エレクトリック・ギター、アコースティック・ギター
- 吉沢元治　ベース、チェロ

## 録音機材
- マイクロフォン - テレフンケンM-49、M-269、ソニーC-38他
- テープ・レコーダー - アンペックスAG-350
- 録音テープ - スコッチ201

## 発売記録
発売形態、発売年、発売会社、規格番号の順に表記。
- レコード　1969年　日本ビクター株式会社　SMJX-10065
- レコード　1980年　ビクター音楽産業株式会社　VIJ-6332
- CD　1990年　ビクター音楽産業株式会社　VICJ-23007
- CD　2006年　ブリッジ　BRIDGE-048

## 受賞歴
- 「スイングジャーナル」主催　第3回（1969年度）ジャズ・ディスク大賞 - 日本ジャズ賞